# Вилюнэйкууль
Вилюнэйкууль (в верховье Лебединый) — река на Дальнем Востоке России, протекает по территории Анадырского района Чукотского автономного округа. Правый приток Койвэрэлана. Длина реки — 78 км.
Название в переводе с чук. Вилюнэйкуул — «глубокая спокойная речка».
Берёт начало восточнее горы Лебединой под именем ручья Лебединого, впадает в Койвэрэлан на высоте 259 м над уровнем моря.
Притоки (от устья): Мэльхэнанвенанхытбельхын, Ловушка, Кроткий, Ягельный, Гладкий, Ласкающий, Тундровый, Ымилываам (Ымулываам), Гытгыпэлгын, Вуквукайваам, Безымянный.
Близ устья на левом берегу реки обнаружена неолитическая стоянка древних охотников.